# Epiphryne xanthaspis
Epiphryne xanthaspis är en fjärilsart som beskrevs av Edward Meyrick 1884. Epiphryne xanthaspis ingår i släktet Epiphryne och familjen mätare. Inga underarter finns listade i Catalogue of Life.